# Rysk-turkiska kriget (1735–1739)
Rysk-turkiska kriget (1735–1739) mellan Ryssland och det Osmanska riket orsakades av osmanernas krig med Persien och Krimtatarernas ständiga räder. Kriget var också ett led i den ryska strävan att utvidga riket till Svarta havet.  
Den direkta orsaken till kriget var Krimtatarernas upprepade angrepp på Kosackhetmanatet i slutet av år 1735 och Krim-khanernas militära kampanj i Kaukasus. I mars 1735 hade Ryssland slutit fred med Persien och återlämnat alla under tidigare år erövrade områden.
Den ryska Dnepr-armén om 62 000 man under kommando av fältmarskalken Burkhard Christoph von Münnich intog den 20 maj 1736 genom stormning befästningarna på Perekopnäset på Krim. Ryssarna lyckade erövra stora delar av Krimhalvön men den pest som bröt ut 1737 tvingade de stridande att ställa in sina aktiviteter. Ryssarna drog sig tillbaka till östra Ukraina efter att ha förlorat 30 000 man vilket främst berodde på epidemin.
År 1739 gick den ryska armén under ledning av von Münnich över Dnepr och besegrade de ottomanska trupperna i Moldavien och västra Ukraina. Ottomanska riket slöt då allianser med Preussen, Polen och Sverige vilket i sin tur förmådde Ryssland att i september 1739 sluta freden i Niš. Freden gav Ryssland Azov och garanterade rysk kontroll över regionen Zaporizhzhia i östra Ukraina. Österrike som hade gått in i kriget 1737 drog sig ur efter förluster vid samma tid.